# Bangkok Airways

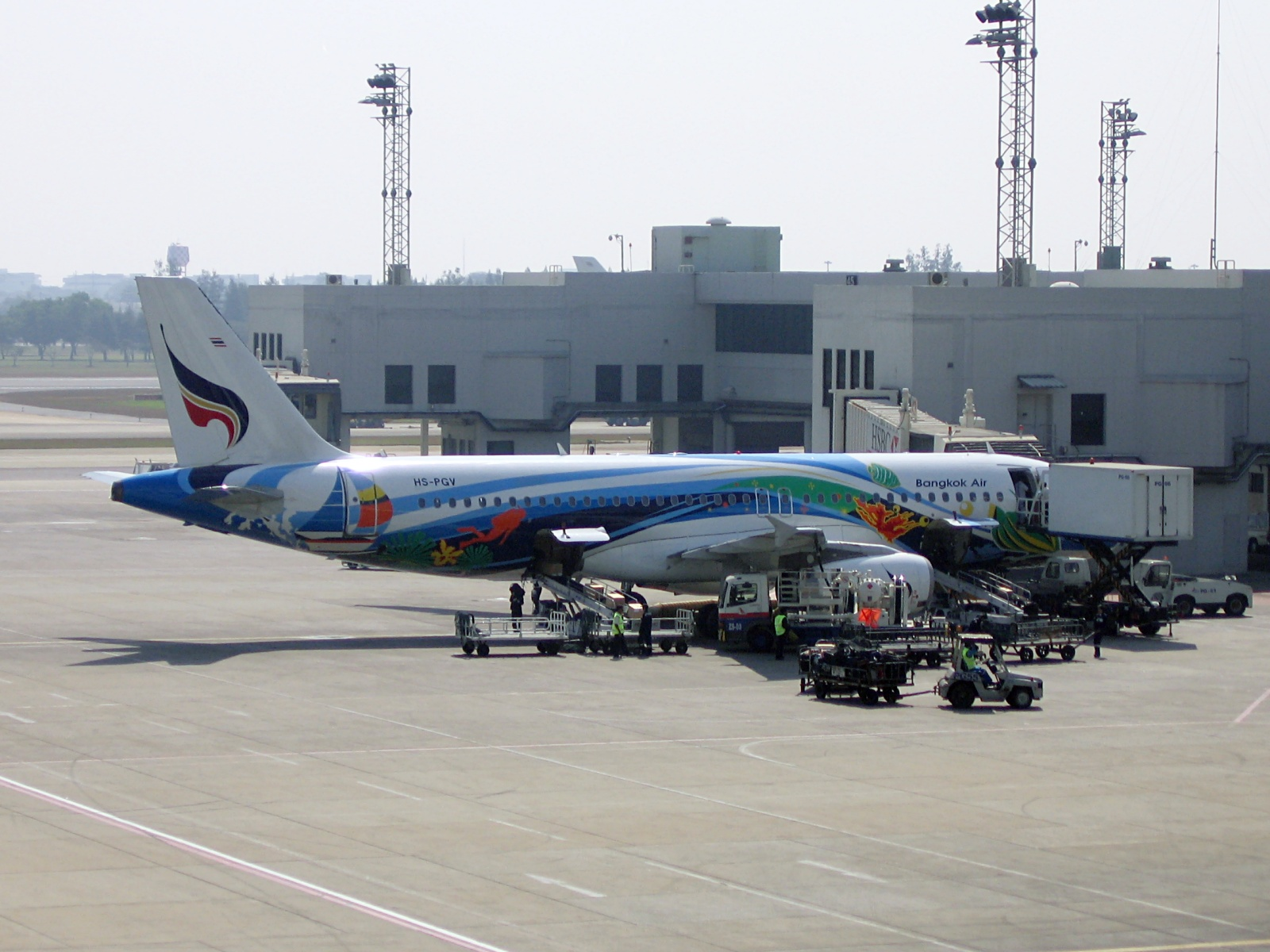
Een Airbus A320-232 van Bangkok Airways op de luchthaven van Bangkok

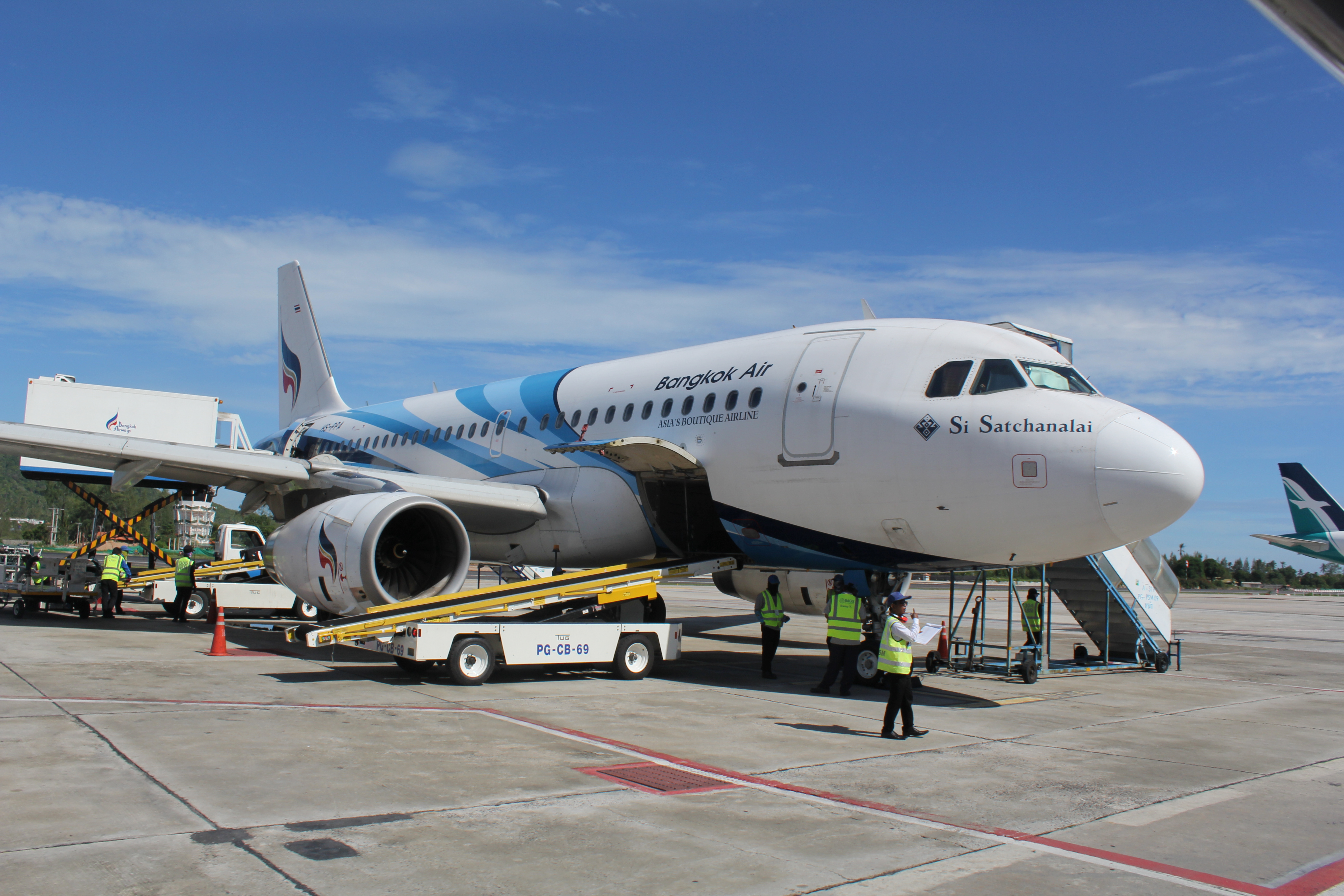
Bangkok Airways A319 (HS-PPA) op de luchthaven van Koh Samui Airport in juli 2014

Bangkok Airways Co., Ltd. is een regionale luchtvaartmaatschappij gevestigd in Bangkok, Thailand. Bangkok Airways onderhoudt verbindingen naar 20 bestemmingen in acht landen te weten: Thailand, Cambodja, China, Japan, Laos, Malediven, Myanmar, Singapore en Vietnam. De hub is Internationale Luchthaven Suvarnabhumi in Bangkok.

## Geschiedenis
De maatschappij is opgericht in 1968 als Sahakol Air onder contract van OICC, een amerikaans constructie bedrijf, USOM en een aantal andere organisaties die voornamelijk actief waren in olie- en gaswinning in de Golf van Thailand. In 1986 begon men met geplande vluchten en werd de maatschappij de eerste geprivatiseerde binnenlandse luchtvaartmaatschappij van Thailand. De naam werd veranderd in Bangkok Airways in 1989. De eigenaar van de maatschappij is Dr. Prasert Prasarttong-Osoth (92.31%), Sahakol Estate (4.3%), Bangkok Dusit Medical Services (1.2%)en andere aandeelhouders (2.19%). Het bedrijf telt 1.903 werknemers en daarnaast is de maatschappij Siem Reap Airways ook geheel in handen van Bangkok Airways.
In 1989 werd er op Ko Samui een eigen vliegveld geopend en biedt directe vluchten tussen het tropische en zeer toeristische eiland Phuket, Hongkong en Singapore aan. De maatschappij opende hun tweede basis in de provinvie Sukhotai. In maart 2003 werd de bestemming Trat, nabij het eiland Koh Chang, toegevoegd aan het routenetwerk.
De maatschappij voegde voor het eerst straalvliegtuigen in de vloot toe in 2000 met een Boeing 717. Tot dan vloog Bangkok Airways allen met propeller vliegtuigen zoals de ATR-72, De Havilland Canada Dash 8 en Shorts 330. Eerstgenoemde vliegt nog steeds voor Bangkok Air. Verder vlogen ze nog met een Fokker 100. In 2004 werd er een Airbus A320 aan de vloot toegevoegd.
Bangkok Airways heeft ambitieuze plannen om de vloot verder uit te breiden en te vergroten met langeafstandsvliegtuigen. Men heeft plannen om bestemmingen aan te vliegen zoals Amsterdam, Londen, India en Japan. In december 2005 heeft Bangkok Airways 6 orders geplaatst voor de nieuwe Airbus A350-800 in 258 stoel-configuratie. De toestellen zouden medio 2013 geleverd worden, maar deze order werd in 2011 geannuleerd.

## Vloot
In december 2023 bestond de vloot van Bangkok Airways uit de volgende toestellen.
- 3 Airbus A320-200
- 10 Airbus A319-100
- 4 ATR 72-500
- 6 ATR 72-600

## Bestemmingen
Bangkok Airways vliegt naar de volgende bestemmingen:
China
- Hongkong (Hong Kong International Airport)

Laos
- Luang Prabang (Luang Prabang International Airport)
- Vientiane (Wattay International Airport)

Myanmar
- Mandalay (luchthaven Mandalay)
- Naypyidaw (Naypyidaw International Airport)
- Yangon (Yangon International Airport)

Zuid-Azië
- Dhaka (Shahjalal International Airport)
- Malé (Malé International Airport)
- Mumbai (Chhatrapati Shivaji International Airport)

Zuidoost-Azië
- Kuala Lumpur (Kuala Lumpur International Airport)
- Phnom Penh (Phnom Penh International Airport)
- Siem Reap (Angkor International Airport)
- Singapore (Changi International Airport)

Thailand
- Bangkok (Internationale Luchthaven Suvarnabhumi) (hub)
- Chiang Mai (Chiang Mai International Airport)
- Chiang Rai (Mae Fah Luang-Chiang Rai International Airpor)
- Ko Samui (Samui Airport)
- Krabi (Krabi Airport)
- Lampang (Lampang Luchthaven)
- Pattaya (U-Tapao International Airport)
- Phuket (Phuket International Airport)
- Sukhothai (Sukhothai Airport)
- Trat (Trat Airport)
- Udon Thani (Udon Thani Luchthaven)

Daarnaast worden via codesharing de volgende bestemmingen aangeboden:
Australië (Qantas Airways)
- Sydney (Kingsford Smith International Airport
- Melbourne (Melbourne Airport)

Japan (Japan Airlines)
- Tokyo (Narita Airport en Haneda Airport)
- Osaka

Midden-oosten (Etihad Airlines)
- Abu Dhabi (Abu Dhabi International Airport)
- Muscat (Muscat International Airport)

## Incidenten
- Op 7 december 1987 raakte een Hawker Siddeley HS 748 Series 2A total loss, nadat het doorschoot na de landing op Udon Thani Airport. Hierbij kwam niemand om het leven.[3]
- Op 21 november 1990 stortte een de Havilland Canada DHC-8-103 neer op Koh Samui, nadat het probeerde te landen tijdens zware weersomstandigheden. Alle 38 inzittenden kwamen om het leven.[4]
- Op 4 augustus 2009 schoot een ATR-72 met vluchtnummer Bangkok Airways-vlucht 266 door na de landing. Hierbij kwam de piloot om het leven.[5]